# اولین فنیوشی
اِوِلین فِنیوِشی (مجاری: Fenyvesi Evelin؛ زادهٔ ۷ نوامبر ۱۹۹۶) بازیکن فوتبال اهل مجارستان است.
از باشگاه‌هایی که در آن بازی کرده‌است می‌توان به باشگاه فوتبال فرنتس‌واروش اشاره کرد. وی همچنین در تیم ملی فوتبال زنان مجارستان بازی کرده‌است.